# Амасийский, Яков Васильевич
Яков Васильевич Амасийский (1855 — не ранее 1917) — генерал-майор, георгиевский кавалер.

## Биография
Сын священника Олонецкой епархии. Общее образование получил в Олонецкой духовной семинарии.
В службу вступил 14 июля 1875 года. В 1877 году окончил Санкт-Петербургское пехотное юнкерское училище по 2-му разряду и был командирован в штаб Кавказской армии для перевода в полки действующих войск. 29 июля 1877 года был произведен в прапорщики с переводом в 152-й пехотный Владикавказский полк, в рядах которого и вступил в русско-турецкую войну. Участвовал во многих боях, был удостоен ордена Св. Георгия 4-й степени. Был произведен в подпоручики (ст. 19.11.1879).
С 26 июля 1883 года вышел в запас армейской пехоты. 5 апреля 1884 года определен на службу в 151-й пехотный Пятигорский полк. Произведен в поручики в 1885 году. Со 2 марта по 22 ноября 1888 года вновь состоял в запасе. Затем служил во 2-й Кавказской туземной стрелковой дружине и 6-м Кавказском стрелковом батальоне. Произведен в штабс-капитаны в 1891 году, в капитаны — 14 мая 1896 года «за отличие по службе», в подполковники — 26 февраля 1900 года , в полковники — 26 ноября 1903 года «за отличие по службе».
С началом русско-японской войны, 30 сентября 1904 года был переведен в 18-й Восточно-Сибирский стрелковый полк, с которым участвовал в сражении на реке Шахэ. Был ранен, награжден орденом Св. Станислава 2-й степени с мечами. 12 июля 1907 года назначен командиром 9-го стрелкового полка. Во время службы в Подольской губернии состоял членом Киевского отдела Императорского Русского военно-исторического общества. 5 марта 1913 года произведен в генерал-майоры с увольнением от службы с мундиром и пенсией.
С началом Первой мировой войны, 14 ноября 1914 года определен в службу с назначением в резерв чинов при штабе Кавказского военного округа. 25 марта 1915 года назначен командиром бригады 66-й пехотной дивизии. В ходе Алашкертской операции летом 1915 года неоднократно командовал сводными отрядами 4-го Кавказского корпуса. Пожалован Георгиевским оружием
За то, что командуя правым участком Мелязгертского отряда, у гор. Копа, и имея в своем подчинении 2 батальона, 4 орудия и 4 сотни казаков, наступая 3-го июля 1915 года по открытой, сильной обстреливаемой как орудийным, так и ружейным огнем местности, быстрым и решительным движением вперед в обхват фланга противника принудил его очистить занимаемые им окопы, захватил их и удержал, причем такой захват позиции неприятеля способствовал общему успеху отряда.
12 августа 1916 года назначен начальником Донской казачьей пешей бригады, а 7 октября того же года — командующим 7-й Кавказской стрелковой дивизией, в каковой должности состоял до 9 июня 1917 года. Дальнейшая судьба неизвестна.

## Семья
Был женат, имел семеро детей, в том числе пятерых сыновей:
- Антоний (1887—1964), окончил Павловское военное училище (1907), штабс-капитан Михайловской крепостной артиллерии. Участник Белого движения на Юге России, служил в бронепоездных частях, капитан. В эмиграции во Франции.
- Владимир (1889—?), штабс-капитан 3-го Финляндского стрелкового полка, георгиевский кавалер. Участник Белого движения, полковник.
- Леонид (1895—1975), окончил Тифлисский кадетский корпус (1912) и Павловское военное училище (1914). Участник Первой мировой войны и Белого движения, служил в бронепоездных частях, подполковник. В эмиграции во Франции, затем в США.
- Сергей, окончил Николаевское инженерное училище (1916), поручик. Участник Белого движения, в Добровольческой армии и ВСЮР — во 2-м конном полку.
- Яков, участник Белого движения в составе ВСЮР и Русской армии, служил в бронепоездных частях, подпоручик. В эмиграции во Франции.
- Анна (1899).

## Награды
- Орден Святой Анны 4-й ст. (1878)
- Орден Святой Анны 3-й ст. с мечами и бантом (1878)
- Орден Святого Георгия 4-й ст. (ВП 27.02.1879)
- Орден Святого Станислава 2-й ст. с мечами (ВП 18.01.1907)
- Орден Святого Владимира 3-й ст. (ВП 21.01.1909)
- мечи к ордену Св. Владимира 3-й ст. (ВП 18.07.1915)
- Орден Святого Станислава 1-й ст. с мечами (ВП 18.07.1915)
- Орден Святой Анны 1-й ст. с мечами (ВП 25.09.1915)
- Орден Святого Владимира 2-й ст. с мечами (ВП 22.12.1915)
- Георгиевское оружие (ВП 15.05.1916)